# Non finito
Non finito (terme italien traduit littéralement par « non terminé » et pouvant être traduit dans un contexte artistique par « esthétique de l'inachevé »[réf. nécessaire]) désigne des sculptures inachevées par l'artiste, volontairement ou non.

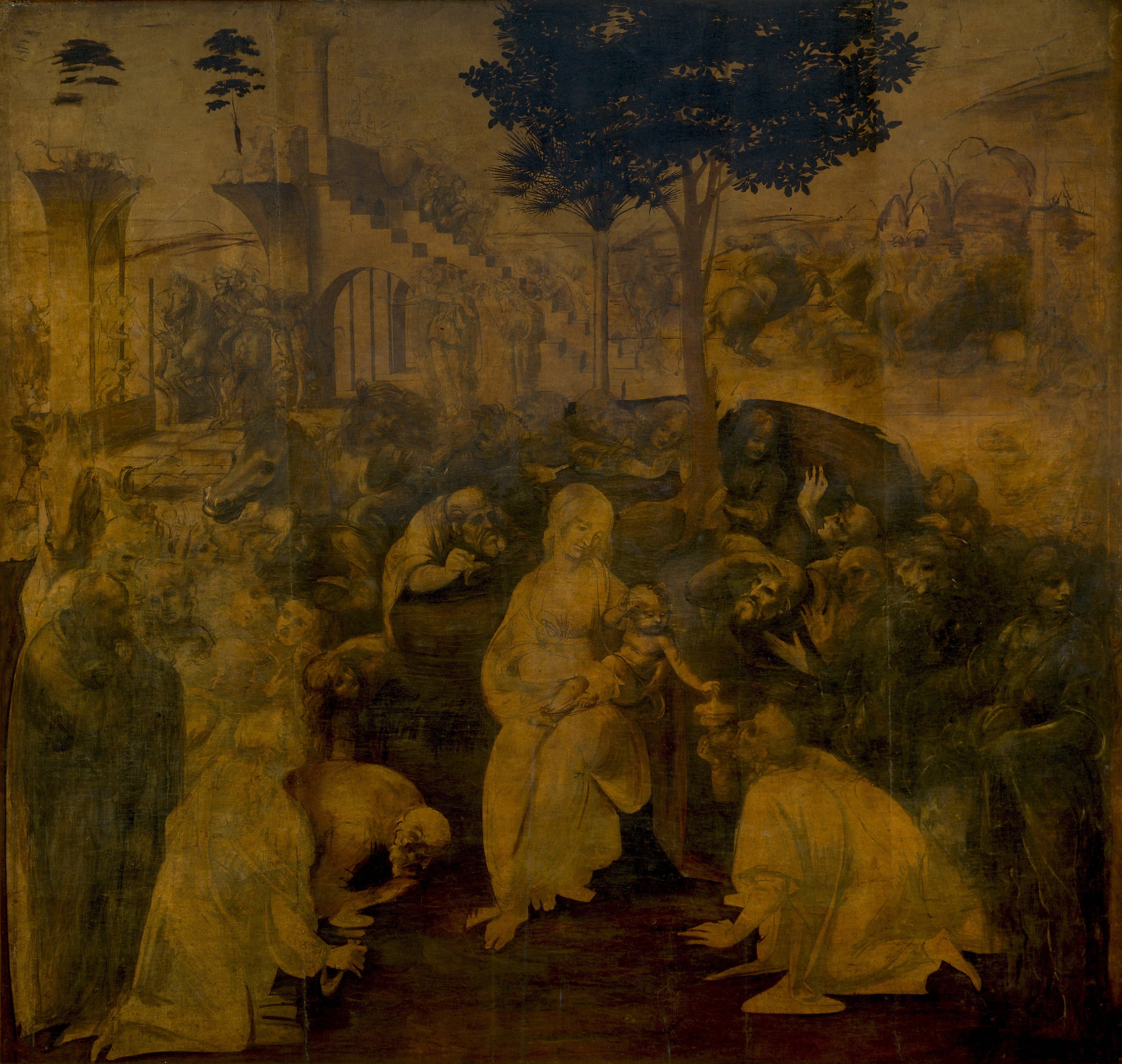
Léonard De Vinci, L'Adoration des mages, v. 1481.

On signale couramment, à titre d'exemples, le non finito chez Michel-Ange où il s'agit peut-être d'une incapacité à finir son travail et chez Auguste Rodin, qui l'utilise consciemment comme moyen d'expression.
L'expression non finito s'applique et désigne également des palais incomplètement construits comme le Palazzo Nonfinito de Florence, devenu le musée national d'anthropologie et d'ethnologie de Florence.

## Esthétique de l'inachevé chez Michel-Ange
Si le non finito, en tant que technique artistique, apparaît pour la première fois chez Donatello, désireux de mettre en évidence l'intensité spirituelle et dramatique des scènes représentées, Michel-Ange est incontestablement le promoteur d'une esthétique de l'inachevé car, au XVe siècle, seule une circonstance fortuite aurait pu entraîner l'inachèvement d'un ouvrage d'art, et Vasari invoque lui-même l'ébauche concentrant, plus sûrement que l'œuvre achevée, quelque chose de la « fureur » créatrice.
Même si un nombre notable de circonstances matérielles peuvent expliquer le non finito de beaucoup d'œuvres de Michel-Ange, les laissant inachevées (défauts dans le bloc de marbre, décès ou autre, abandon du commanditaire…) comme on le constate dans sa Pietà, dans le Tombeau de Jules II, les tombeaux de la chapelle des Médicis à San Lorenzo, il n'en demeure pas moins qu'il considérait l'impossibilité d'atteindre la perfection, et qu'il restait fasciné de l'effet obtenu dans les statues incomplètes (Les Esclaves émergeant des blocs encore visibles, avec tête et membres à peine dégrossis) « laissant le reste sommeiller dans le marbre ».

### Œuvres dunon finito
- Les Esclaves (personnages émergeant des blocs)
- David, Galleria dell'Accademia de Florence (partie du haut du bloc laissée brute)
- ouvrages non finito
  - Pietà Rondanini, Castello Sforzesco de Milan
  - San Matteo, Galleria dell'Accademia de Florence